# ریچارد پی. بلند
ریچارد پارکس بِلَند (Richard Parks Bland)‏ (۱۹ اوت ۱۸۳۵–۱۵ ژوئن ۱۸۹۹)، سیاستمدار، حقوق‌دان و آموزگار آمریکایی از ایالت میسوری بود. بلند که دموکرات بود از سال ۱۸۷۳ تا ۱۸۹۵ و از سال ۱۸۹۷ تا ۱۸۹۹ در زمان‌های مختلف به‌عنوان نماینده ناحیه‌های کنگره پنجم، هشتم و یازدهم میسوری در مجلس نمایندگان آمریکا خدمت کرد. بلند که به‌خاطر تلاش‌هایش برای ترویج پشتوانه قراردادن دو فلز، لقب «دیک نقره‌ای» را کسب نمود، بیشتر به‌خاطر قانون بلند - آلیسون مشهور است.
بلند که در کنتاکی متولد شد پس از کار به عنوان معدنچی و آموزگار، یک دفتر وکالت حقوقی را در قلمروی یوتا تأسیس نمود. از سال ۱۸۶۰ تا ۱۸۶۴ در اوج سال‌های هجوم مردم به معدن‌کاری کومستاک لود، به‌عنوان خزانه‌دار شهرستان کارسون خدمت نمود. در سال ۱۸۶۵ در میسوری ساکن شد و وکالت حقوقی را در لبانن ایالت میسوری تأسیس نمود. در سال ۱۸۷۲ در مجلس نمایندگان انتخاب شد و به‌زودی خود را مدافع برجستهٔ جنبش نقرهٔ آزاد ثابت ساخت. از قانون بلند - آلیسون حمایت نمود که وزارت خزانه‌داری ایالات متحده را ملزم می‌ساخت که مقدار معینی نقره را خریداری و آن را به‌عنوان دلار نقره در گردش بیندازد. بلند همچنین خود را به‌عنوان یک امپریالیزم ستیز تثبیت نمود. بلند در انتخابات سال ۱۸۹۴ نتوانست مجدداً انتخاب شود اما در سال ۱۸۹۶ دوباره کرسی خود را به‌دست‌آورد.
بِلَند با وجود اینکه نسبت به کاندیداتوری برای ریاست‌جمهوری اظهار بی میلی کرد، اما کاندیدا پیشتاز نامزدی ریاست‌جمهوری دموکرات‌ها در سال ۱۸۹۶ بود. ازدواج بلند با یک زن کاتولیک سبب مخالفت عناصر ضد کاتولیک حزب شد. بلند در سه مرحلهٔ اول رای‌گیری کنوانسیون ملی دموکرات‌ها در سال ۱۸۹۶ بیشترین آرا را به‌دست‌آورد، اما این آرا برای کسب اکثریت لازم کافی نبود. ویلیام جنینگز برایان که وی نیز طرفدار پشتوانه قرار دادن دو فلز بود، در مرحلهٔ پنجم رای‌گیری برندهٔ نامزدی حزب دموکرات‌ها شد و در انتخابات ریاست‌جمهوری سال ۱۸۹۶ در برابر ویلیام مک‌کینلی جمهوری‌خواه شکست خورد. بلند پس از این کنوانسیون از سال ۱۸۹۷ تا زمان مرگش در سال ۱۸۹۹ در مجلس خدمت نمود.

## اوایل زندگی و تحصیلات
بلند در نزدیکی هارتفورد شهرستان اوهایو در ایالت کنتاکی در خانوادهٔ استاتون ادوار و مری پی. (نل) بلند متولد شد. پدرش از فرزندان از نخستین خانواده‌های ویرجینیا، از جمله ریچارد بلند سیاستمدار و عضو کنگره قاره‌ای، بود. فامیل‌های بلند و نل از جملهٔ خانواده‌های اولیه بودند که همراه با دنیل بون از ویرجینیا به بیابان کنتاکی مهاجرت نمودند. ریچارد و سه خواهر و برادرش علی‌رغم شجرهٔ خانوادگی و ثروت که در ویرجینیا داشت، در یک مزرعهٔ کوچک والدینش در فقر نسبی بزرگ شد. در سال ۱۸۴۲ زمانیکه ریچارد بلند در سن هفت سالگی قرار داشت، وضعیت با مرگ غیر منتظرهٔ پدرش بدتر شد. متعاقباً با مرگ مادرش در سال ۱۸۴۹ بلند یتیم (بی پدر و بی مادر) شد و مجبور شد تا به‌خاطر پیشبرد زندگی، در خارج از مزرعه به عنوان کارگر مزرعه کار نماید. با وجودی که فقیر بزرگ شد، اما در کالج هارتفورد درس خواند و با مدرک آموزگاری فارغ‌التحصیل شد. بلند سپس قبل از رفتن به شهرستان واینی ایالت میسوری در سن ۲۰ سالگی در سال ۱۸۵۵، به مدت دو سال در زادگاه‌اش در مدرسه تدریس نمود.
بلند در بار نخست مدت کوتاهی در میسوری اقامت داشت و قبل از رفتن به کالیفرنیا صرف یک دوره در یک مدرسه در میسوری تدریس نمود. در حین اقامت در آنجا شروع به تحصیل در رشته حقوق نمود. بعداً به بخش غربی قلمروی یوتا، بخشی از نوادای غربی فعلی، نقل مکان نمود و در آنجا در مدرسه تدریس کرد و برای اکتشاف و معدن کاری شروع به کار نمود. از سخنرانی مدح‌آمیزی که در مورد او در کنگره ارائه شد چنین بر می‌آید که در حین اقامت در غرب، بلند در موارد متعددی با بومیان آمریکای نیز به درگیری پرداخته بود، با وجودیکه جزئیات کمی در این مورد ارائه شده. همزمان با تدریس در مدرسه به تحصیل در رشته حقوق ادامه داد و پس از قبول شدن در کانون وکلا در ویرجینیا سیتی و کارسون سیتی به کار وکالت آغاز کرد. در جریان اقامت در کالیفرنیا و نوادا، دلبستگی دائمی به معدن‌کاری به‌ویژه نقره پیدا کرد.

## حرفهٔ سیاسی
نخستین وظیفهٔ انتخابی ریچارد پی. بلند، سمت خزانه‌داری شهرستان کارسون قلمروی یوتا بود که از سال ۱۸۶۰ تا ۱۸۶۴ در اوج هجوم معدن‌کاری کومستاک لود، در این سمت خدمت کرد. بلند که پس از ایالت شدن نوادا و سازماندهی مجدد حکومت بدون شغل ماند، در سال ۱۸۶۵ به میسوری برگشت و همراه با برادرش چارلز، در شهر رولا به وکالت شروع نمود. این دو برادر تا سال ۱۸۶۹ زمانی‌که به لبانن ایالت میسوری (از دید او این شهر از نظر بازرگانی مناسب رشد و ترقی بود، زیرا خط آهن اسبق سنت لوئیس و سانفرانسیسکو اخیراً از مسیر این شهر گذشته بود) نقل مکان نمود، باهم وکالت کردند.
در سال ۱۸۷۲ به‌عنوان نمایندهٔ دموکرات مجلس نمایندگان ایالات متحده در چهل و سومین کنگره انتخاب شد. از آغاز تصدیش در این سمت، نقره یک موضوع پراهمیت برای بلند بود. بحران مالی سال ۱۸۷۳ و قانون ضرب سکه سال ۱۸۷۳ ضربهٔ شدیدی به کشاورزان ایالت میسوری و سایر ایالات غرب میانه زد که منجر به سلب حق اقامه دعوی ملک و تعطیلی کسب و کار مرتبط با کشاورزی شد. در سال ۱۸۷۸ با ویلیام آلیسون جمهوری‌خواه از ایالت آیووا، قانون بلند ـ آلیسون را طرح کردند. این قانون استفاده از طلا و نقره را به‌عنوان پول رایج ایالات متحده اجباری ساخت و خریداری نقره به نرخ بازار و ضرب زدن فلزات در دلار نقره را اجازه داد و خزانه‌داری ایالات متحده را ملزم ساخت تا هر ماه بین ۲ تا ۴ میلیون نقره از معادن غرب خریداری نماید. این قانون که توسط رئیس‌جمهور رادرفورد بیرچاردهیز وتو شد، کنگره دوباره در مورد طرح برکناری رئیس‌جمهور رأی داد. این قانون تا زمانیکه رئیس‌جمهور گروور کلیولند در سال ۱۸۹۳ آن را لغو کرد، نافذ بود.
نام‌های مستعار بلند ـ «عوامی بزرگ» و «دیک نقره‌ای» - منعکس کنندهٔ تلاش‌های او برای کمک به مردم عادی و معدن‌چیان نقره است. کمپین ۲۵ سالهٔ او برای استاندارد دو فلزی، او را به دوست و مدافع کشاورزی و معدن‌چیان غرب تبدیل نمود. بلند با این وجود فراتر از یک قانون‌گذار تک موضوعی بود. وی مکرراً درگیر مباحث مرتبط با مسائل تعرفه‌ها، اوراق قرضه دولتی و مالیات شهروندان بود. بلند شدیداً مخالف کمیسیون‌های انتخاباتی دورهٔ بازسازی بود و با کاربرد نیروهای انتظامی ایالات متحده یا نیروهای فدرال در محلات رأی‌گیری به تندی مخالفت نمود. در مسائل سیاست خارجی بلند یک امپریالیسم ستیز بود.
بلند ده مرتبه به مجلس انتخاب شد، در سال ۱۸۹۴ به سختی شکست خورد و در سال ۱۸۹۶ مجدداً کرسی خود را به‌دست‌آورد، در سال ۱۸۹۸ دوباره انتخاب شد و در سال ۱۸۹۹ هنگام انجام وظیفه درگذشت. همزمان با عضویت مجلس رئیس کمیتهٔ معادن و معدن کاری در کنگره چهل و چهارمین بود. بلند در کنگره چهل و هشتم، کنگره چهل و نهم، کنگره پنجاهم، کنگره پنجاه و دوم و کنگره پنجاه و سوم، رئیس کمیته مسکوکات، اوزان و معیارها بود.